# فيرتكوين
فيرتكوين (بالإنجليزية: Vertcoin) ورمزها (VTC) هي عملة معماة مفتوحة المصدر تم إنشاؤها في أوائل عام 2014 وتركز على اللامركزية، تهدف العملة إلى أن تكون عملة لامركزية من خلال صعوبة التعدين باستخدام معالجات مخصصة.

## روابط خارجية
- الموقع الرسمي